# جون فوغيوارا
جون فوغيوارا (باليابانية: 藤原潤؛ بالكانا: ふじわら じゅん) هو لاعب كرة قدم ياباني، ولد في 23 نوفمبر 1982 في اليابان. لعب مع Bardral Urayasu ‏.

## وصلات خارجية
- جون فوغيوارا على موقع الاتحاد الدولي (مؤرشف)  (الإنجليزية)